# Disney Aquino
Disney Aquino (ur. 27 grudnia 1977) – kubański piłkarz występujący na pozycji pomocnika. Zawodnik klubu FC Santiago de Cuba.

## Kariera klubowa
W swojej karierze Aquino grał w zespole FC Santiago de Cuba.

## Kariera reprezentacyjna
W reprezentacji Kuby Aquino zadebiutował w 2004 roku. W 2005 roku został powołany do kadry na Złoty Puchar CONCACAF. Zagrał na nim w meczu ze Stanami Zjednoczonymi (1:4), a Kuba odpadła z turnieju po fazie grupowej.
W latach 2004–2005 w drużynie narodowej Aquino rozegrał 9 spotkań.